# Julio Eduardo Goya
Julio Eduardo Goya (Buenos Aires, 1953) es un escultor argentino descendiente de japoneses, lo que ha sido determinante en cuanto a la expresión de gran parte de su obra. Estudió la carrera de Bellas Artes en la Estudió la carrera de Bellas Artes en la UBA graduándose en 1983.
Hasta el presente (mayo de 2007) su obra se inscribe dentro del movimiento abstracto con características del arte conceptual y del minimalismo, por otra parte pese a que gran parte de la obra que ha realizado hasta el momento se ha dado durante el auge del posmodernismo se notan pocos influjos del mismo. Aunque sí es evidente en su estética  el influjo de la cultura nipona, en efecto, de la obra de J.E.Goya lo que más se destaca es una serie de delicadas esculturas metálicas, algunas con diseños suavemente fluidos como si se trataran de llamas u ondas de agua. En tales diseños se percibe la noción zen influida por el taoísmo, del wawi o Wu wei. Es así que sus esculturas son muy abstractas y de configuración simple aunque altamente sugerentes ya que poseen un delicado ritmo y ofrecen sugestivas faces según el ángulo de mira. 
Otra característica de algunas de sus principales obras -hasta el presente- es el hecho de estar pintadas con los dos colores complementarios: el frío azul y el cálido rojo (colores tradicionales para representar la supuesta bipolaridad de la naturaleza: el yin-yang), Julio Eduardo Goya sin embargo no  hace contrastar a los colores mencionados, sino que por su situación en la forma de sus esculturas estos se alternan con especial armonía.

Otras de sus esculturas metálicas recuerdan las figuras que se realizan con el origami, tal cual sucede con Grulla.
En el 2001 hizo una muestra de esculturas muy próximas a las llamadas instalaciones, por ejemplo la serie de "Confesionarios" confeccionados con entramado de chapa de aluminio anodizado y pisos blancos de coral procedente de Okinawa.

En los 90 del s XX debió marchar a Japón, aunque ha donado varias de sus obras a su país.

Merced a su calidad J.E. Goya ha recibido varios importantes premios.
Entre sus esculturas se destacan la ya citada Grulla (2000) ubicada en un paseo de la ciudad de Santiago del Estero, y Viento de primavera (Para el país de la bandera del cielo primaveral) -1994, que actualmente adorna la plaza seca del Centro Cultural General San Martín en la ciudad de Buenos Aires. El Monumento Conmemorativo a la Inmigración Japonesa, ubicado en el cruce de la Avenida 9 de Julio con la calle Marcelo T. de Alvear en la ciudad de Buenos Aires (1998); Brisas del mar monumento donado en el año 2000 a la ciudad de Rosario y Los Confesionarios de la muestra efectuada el año 2001 en el Metal Art Museum Hikarinotani de la prefectura o ken de Chiba en Japón.
- Datos: Q5955245